# Michael Koechlin
Michael Koechlin (* 30. Januar 1951 in Wien) ist ein Schweizer Politiker (LDP). 

## Leben
Koechlin wuchs in Basel auf, wo er auch die Schulen besuchte und studierte. Beruflich war er am Theater tätig, Gymnasiallehrer, Redaktor und Moderator bei Radio DRS und Autor von Dokumentarfilmen für Südwestfunk, ZDF und andere Sender. Von 2002 bis 2010 leitete er das baselstädtische Kulturamt. Ab 2011 arbeitete er als selbstständiger Berater. Mittlerweile ist er pensioniert.
Koechlin ist seit 2013 Grossrat und Fraktionspräsident der LDP Basel-Stadt. 
Zudem ist Koechlin Vater dreier erwachsener Kinder.